# Paul Murray Kendall
Paul Murray Kendall (ur. 1 marca 1911 w Filadelfii, zm. 21 listopada 1973) – amerykański historyk, mediewista.

## Życiorys
Absolwent University of Virginia (doktorat - 1939). Wykładał na Uniwersytecie Ohio w Athens w stanie Ohio. Zajmował się historią średniowieczną i renesansową. 

## Wybrane publikacje
- 1955 Richard III
- 1957 Warwick the Kingmaker
- 1957 History of Land Warfare
- 1963 The Yorkist Age
- 1971 King Louis XI
- 1979 My Brother Chilperic

## Publikacje w języku polskim
- Ludwik XI, "...Europa w sieci pająka...", przełożyła Irena Szymańska, Warszawa: Państwowy Instytut Wydawniczy 1976 (wyd. 2 - 1996).
- Ryszard III, przeł. Krystyna Jurasz-Dąmbska, Warszawa: Państwowy Instytut Wydawniczy 1980 (wyd. 2 - 1997).